# Atlantique (Benín)
Atlantique és un dels dotze departaments de Benín. El departament està localitzat en el sud central de Benín al llarg de la costa Atlàntica, entre Mono i Kouffo a l'oest, Zou al nord, i Ouémé a l'est. Ètnicament, els Fon amb un 61% constitueix la majoria de la població. Són seguits pels Iorubes amb el 10%, els Aja amb un 7%. Les ciutats importants en el departament inclouen Allada, Ouidah, Abomey-Calavi i Godomey. El departament d'Atlantique fou bifurcat durant el 1999 quan alguns del seus territoris van ser moguts al Departament Littoral novament format.
Benín es troba a l'oest d' Àfrica, vorejat per Togo, Níger, Burkina Faso i Nigèria. Les àrees costaneres tenen interconnectades llacs i llacunes i costes allargades amb pantà ample. El país rep una pluviositat anual mitjana d'al voltant 1,200 mm, però la regió en el departament rep relativament pluviositat menor.